# Карапелле-Кальвізіо
Карапелле-Кальвізіо (італ. Carapelle Calvisio) — муніципалітет в Італії, у регіоні Абруццо, провінція Л'Аквіла.
Карапелле-Кальвізіо розташоване на відстані близько 110 км на північний схід від Рима, 25 км на схід від Л'Акуїли.
Населення — 83 особи (2014).
Щорічний фестиваль відбувається 12 травня. Покровитель — San Pancrazio martire.

## Демографія
Населення за роками:

Станом на 1 січня 2023 року в муніципалітеті офіційно проживало 6 іноземців з 4 країн, серед них 2 громадяни країн Євросоюзу.

## Сусідні муніципалітети
- Калашіо
- Капестрано
- Капорчіано
- Кастельвеккьо-Кальвізіо
- Ізола-дель-Гран-Сассо-д'Італія
- Навеллі
- Сан-Піо-делле-Камере
- Санто-Стефано-ді-Сессаніо